# Jmol
Jmol è un visualizzatore open source che permette di visualizzare le strutture molecolare in 3D: mostra una rappresentazione in 3D di una molecola che può essere utilizzata come strumento di insegnamento, o in campi di ricerca quali chimica e biochimica. È un software scritto in Java e può essere utilizzato su sistemi Windows, macOS, Linux e Unix. Esistono una applicazione stand-alone e un insieme di strumenti di sviluppo che possono essere integrati in altre applicazioni Java. La sua caratteristica più rilevante è un'applet che può essere integrata in pagine web per mostrare le molecole in una varietà di modi (ball and stick, space filling, ribbon, ecc.). Jmol supporta molti formati di file: Protein Data Bank (.pdb), Crystallographic Information File (.cif), MDL Molfile (.mol), e Chemical Markup Language (.CML).
L'applet Jmol, tra le altre caratteristiche, offre una alternativa al plugin Chime, non più sviluppato.